# Peliosi epatica

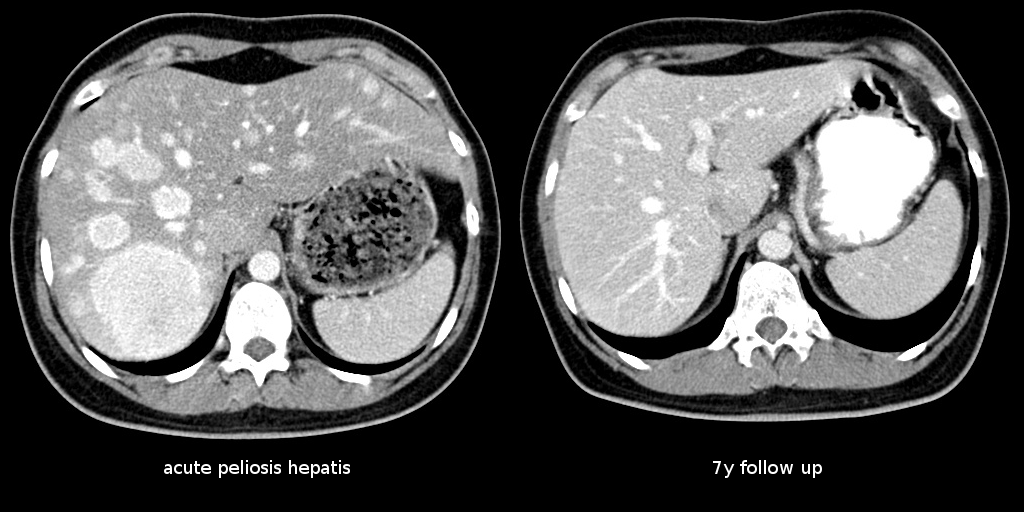

La peliosi epatica è una rara condizione vascolare caratterizzata da cavità multiple ripiene di sangue distribuite casualmente in tutto il fegato. La dimensione delle cavità varia da pochi millimetri fino a 3 cm. di diametro. Nel passato questa condizione poteva essere considerata una semplice curiosità istologica, occasionalmente riscontrata nel corso di autopsie. Tuttavia è divenuta sempre più frequente ed è stata associata ad un ampio spettro di condizioni che vanno dall'AIDS all'uso di steroidi anabolizzanti. Occasionalmente pare anche interessare la milza, i linfonodi, i polmoni, il rene, la ghiandola surrenale, il midollo osseo ed altre parti del tratto gastro-intestinale. Il termine corretto deriva dal greco pelios, cioè scolorito, anemico per il sangue fuoriuscito dai vasi, livido e dal termine latino (nel caso genitivo) hepatis, a sua volta derivato dal greco hepar, che significa fegato.

## Fisiopatologia
La patogenesi della peliosi epatica è sconosciuta. Ci sono diverse ipotesi al riguardo. Alcuni ritengono che essa derivi da un danno epiteliale a carico dei sinusoidi epatici determinante un aumento della pressione sanguigna a livello sinusoidale, verosimilmente a causa della ostruzione al deflusso del sangue dal fegato, altri Autori che sia conseguenza di una necrosi epatocellulare.
Due modelli morfologici di peliosi epatica sono stati descritti da Yanoff and Rawson. Nel tipo "flebatico", le cavità contenenti sangue sono rivestite da endotelio e sono associate ad una dilatazione di tipo aneurismatico della vena centrale; nel tipo "parenchimale" invece gli spazi non hanno alcun rivestimento endoteliale e di solito sono associati a necrosi emorragica parenchimale. Secondo altri Autori in realtà entrambi i modelli farebbero parte di un processo continuo, che verosimilmente prende origine dalla necrosi focale del parenchima epatico, come si osserva nel tipo parenchimale, e procede quindi con la formazione di pareti fibrose e rivestimento endoteliale attorno alle emorragie,come osservato nel tipo flebatico. Si possono inoltre associare fibrosi, cirrosi e noduli di rigenerazione.
In caso di peliosi associata ad infezione da Bartonella, utilizzando la colorazione ematossilina-eosina all'interno delle dilatazioni cistiche è possibile far risaltare i tipici spazi lacunari, i sinusoidi dilatati e trombi in parte organizzati. Capillari dilatati, cellule infiammatorie ed accumuli di materiale granulare purpurico sembrano frapporsi e separare gli spazi peliotici dal circostante parenchima epatico. le medesime lesioni possono essere osservate a carico della milza.. Ricorrendo invece alla colorazione di Warthin-Starry è possibile identificare ammassi di batteri allungati, ramificati o disposti a forma di catenelle, che corrispondono al materiale granulare purpurico evidenziabile con la colorazione ematossilina-eosina.

## Malattie associate
- Infezioni: HIV, peliosi bacillare (causata da batteri del genere Bartonella, batteri responsabili anche della malattia da graffio di gatto e che sono identificabili istologicamente nelle aree adiacenti alle lesioni peliotiche[8]), Staphylococcus aureus[9];
- Malattie croniche: IRC terminale, kwashiorkor, tubercolosi ed altre infezioni croniche;
- Malattie neoplastiche: tipicamente tutte le gammopatie monoclonali (mieloma multiplo e macroglobulinemia di Waldenström), ma anche linfoma di Hodgkin, istiocitosi maligna, seminoma, adenoma epatocellulare ed epatocarcinoma[10];
- Trapianto renale: può essere riscontrata in circa il 20% dei pazienti, verosimilmente correlata all'uso di azatioprina o ciclosporina. Si associa ad un rischio aumentato di rigetto del trapianto[11][12];
- Farmaci: corticosteroidi, androgeni, azatioprina, tamoxifene[13].

## Caratteristiche cliniche
La condizione è generalmente asintomatica e viene scoperta in seguito al riscontro di un anormale test di funzionalità epatica. Tuttavia, nei casi più severi, può manifestarsi con ittero, epatomegalia, insufficienza epatica ed emoperitoneo.

## Trattamento
Il trattamento normalmente è diretto verso le cause sottostanti. La sospensione della azatioprina nei trapiantati di rene porta alla remissione. La peliosi bacillare risponde agli antibiotici. In rare circostanze può essere richiesta una parziale resezione del fegato.

## Altre condizioni cistiche del fegato
- Epatopatia policistica
- Cisti solitarie congenite
- Fibrosi epatica congenita
- Cisti idatidea da Echinococco
- Complessi di Von Meyenburg
- Malattia di Caroli
- Cisti del coledoco di Tipo IV